# Alchemilla adelodictya
Alchemilla adelodictya é uma espécie de rosácea do gênero Alchemilla, pertencente à família Rosaceae.